# کوویل (روستا)
کوویل (به بلغاری: Kovil) یک منطقهٔ مسکونی در بلغارستان است که در شهرستان کروموفگراد واقع شده‌است.